# علي بن حسن الحمادي
علي بن حسن الحمادي سياسي ودبلوماسي قطري، ولد في الدوحة عام 1954م، متزوج وأب لثلاثة أولاد وابنتان، نشأ وترعرع في بيئة ثقافية، التحق بالعمل في وزارة الخارجية القطرية بعد أن أنهى دراساته العليا من جمهورية مصر العربية عام 1976م، وبدأت رحلته في السلك الدبلوماسي فعمل في العديد من البعثات الدبلوماسية تدرج وحصل على عدة ترقيات إلى أن وصل درجة سفير فشغل منصب سفير لدولة قطر في عدة دول، شارك في عدة مؤتمرات وندوات عربية وإسلامية ودولية، وألّف كتاب بعنوان "محافل الدبلوماسية فكراً وتجربة"، يشغل الآن منصب الأمين العام للهلال الاحمر القطري بالإضافة لكونه عضواً في مجلس إدارة الهلال الأحمر القطري.

## المؤهلات العلمية
- ليسانس تاريخ من كلية الآداب بجامعة الإسكندرية 1976م.[3]
- دورات في مجال العمل الدبلوماسي والقنصلي والمراسمي بوزارة الخارجية.

## الخبرة العملية
- عمل قائم بالأعمال بسفارة دولة قطر في نواكشوط عام 1977 م.
- عمل بسفارة دولة قطر في ليبيا عام 1979.
- عمل بسفارة دولة قطر في الكويت للفترة 1979 - 1983.
- شارك في اجتماعات الدورة (39) للجمعية العامة للأمم المتحدة عام 1984.
- عمل بإدارة الشؤون السياسية من عام 1976 م إلى عام 1979 م ومن 1983 م إلى 1986 م.
- عمل قائم بالأعمال بسفارة دولة قطر في بروكسل عام 1989 م - 1994 م.
- عمل بإدارة الشؤون القنصلية عام1991م - 1997.
- عمل مديرا لإدارة الشؤون العربية بالإنابة عام 1994م -1997 م.
- عمل بسفارة دولة قطر في القاهرة ونائب المندوب الدائم لدى جامعة الدول العربية من عام 1997 م -2003 م
- عمل سفيرا لدولة قطر لدى جمهورية السودان عام 2003 م - 2012 م وسفيرة غير مقيم لدى جمهورية زامبيا.
- شارك في العديد من المؤتمرات الدولية والإقليمية والعربية حصل على درجة سفير (الدرجة المالية الأعلى).
- متقاعد عام 2015.